# Alconeura montealegrei
Alconeura montealegrei är en insektsart som först beskrevs av Baker 1903.  Alconeura montealegrei ingår i släktet Alconeura och familjen dvärgstritar. Inga underarter finns listade i Catalogue of Life.